# پری دریایی (مجموعه تلویزیونی)
پری دریایی (انگلیسی: The Mermaid; کره‌ای: 잉여공주) یک مجموعه تلویزیونی کره جنوبی سال ۲۰۱۴ با بازی جو بو آه، اون جو وان و سونگ جه ریم است. این مجموعه یک بازگویی مدرن از قصه پریان «پری دریایی کوچولو» اثر هانس کریستیان آندرسن است و از ۷ اوت تا ۹ اکتبر ۲۰۱۴، پنجشنبه‌ها ساعت ۲۳:۰۰ (کی‌اس‌تی) از تی‌وی‌ان برای ۱۰ قسمت پخش شد. این مجموعه در ابتدا برای ۱۴ قسمت برنامه‌ریزی شده بود اما به ۱۰ قسمت کاهش پیدا کرد.